# Pharyngochromis
Pharyngochromis är ett släkte av fiskar. Pharyngochromis ingår i familjen Cichlidae.
Kladogram enligt Catalogue of Life:
| Pharyngochromis | \| \| Pharyngochromis acuticeps \| \| \| \| \| \| Pharyngochromis darlingi \| \| \| \| |
|                 | \| \| Pharyngochromis acuticeps \| \| \| \| \| \| Pharyngochromis darlingi \| \| \| \| |
|                 | Pharyngochromis acuticeps                                                              |
|                 |                                                                                        |
|                 | Pharyngochromis darlingi                                                               |
|                 |                                                                                        |